# Anna Seim
Anna Larsson Seim, född 1974, är professor i nationalekonomi vid Stockholms universitet och vice riksbankchef vid Sveriges riksbank. 
Seim doktorerade vid Institutet för internationell ekonomi vid Stockholms universitet år 2007 med avhandlingen Real Effects of Monetary Regimes. Hennes forskning fokuserar på effekterna av penningpolitik och finanspolitik på lönebildning och makroekonomiska utfall, växelkurser samt relationen mellan institutioner och långsiktig tillväxt.
Seim har också ett flertal uppdrag utanför akademin. Hon är ledamot av Finansinspektionens styrelse, Finanspolitiska rådet och Riksgäldens vetenskapliga råd. Hon var tidigare styrelseledamot i Expertgruppen för studier i offentlig ekonomi (ESO). År 2018 var hon en av de två opponenterna när Finansutskottet höll utfrågning om Riksbankens redogörelse för årets penningpolitik. Hon var även involverad i en utvärdering av penningpolitiken på uppdrag av Finansutskottet 2023.
Seim uttalar sig ofta i riksmedia om makroekonomiska frågor. Hon är även biträdande redaktör för den akademiska tidskriften Scandinavian Journal of Economics.